# Tramway de Taganrog

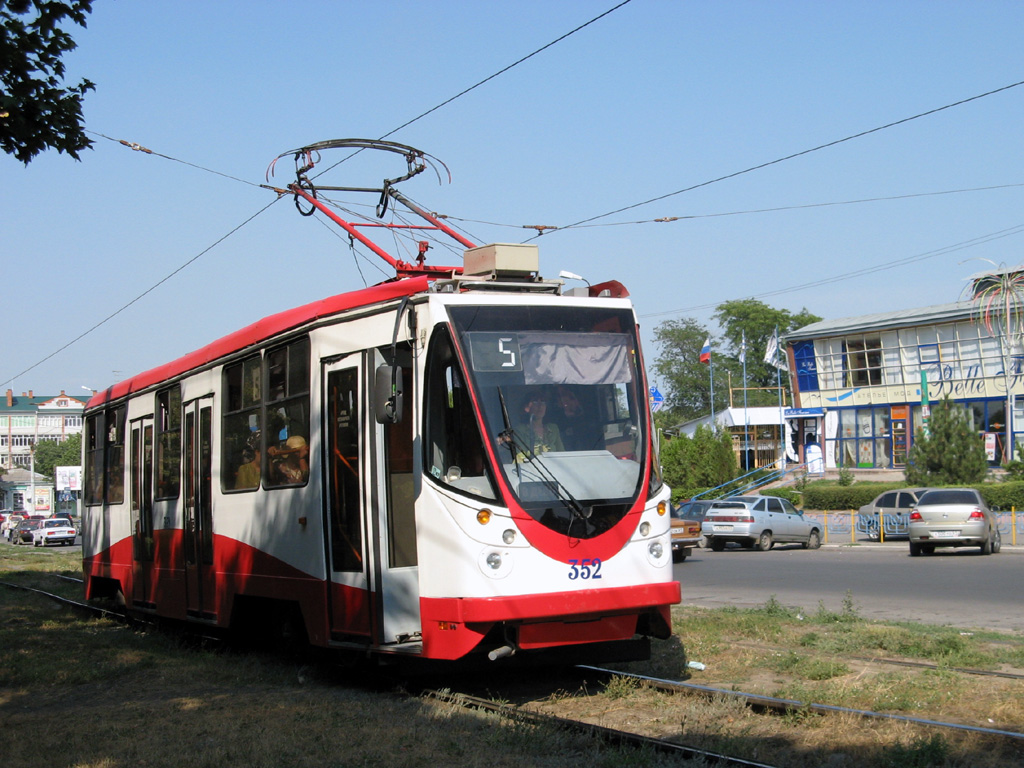
Rame de la ligne 5 du tramway de Taganrog

Le tramway de Taganrog est le réseau de tramways de la ville de Taganrog, dans l'oblast de Rostov, en Russie. Il comporte neuf lignes. Le réseau est officiellement mis en service le 7 novembre 1932.